# بيمافانسرين
بيمافانسرين (بالإنجليزية: Pimavanserin)‏ هو دواء يستخدم لعلاج ذهان مرض باركنسون، ويُباع بالاسم التجاري نوبلازيد (بالإنجليزية: Nuplazid)‏. على الرغم من ذلك، فلا ينصح به لاستخدام للذهان الناتج عن الخرف. ، ويؤخذ بالفم. 
تشمل الآثار الجانبية الشائعة للدواء التورم والارتباك.  قد تشمل الآثار الجانبية الأخرى أيضا على إطالة فترة كيو تي. كما أنه لا ينصح باستخدامه لمن يعانون من مشاكل في الكبد.  و هو مضاد للذهان غير النمطي.  رغم أن آلية عمله غير واضحة تماما و لكنها قد تنطوي على تأثيرات على مستقبلات السيروتونين . 
تمت الموافقة على استخدام البيمافانسيرين طبيًا في الولايات المتحدة في عام 2016.  و لم تتم الموافقة عليه في أوروبا أو المملكة المتحدة اعتبارًا من عام 2021.  في الولايات المتحدة تبلغ التكلفة حوالي 4200 دولار أمريكي شهريًا ابتداء من عام 2021. 